# Vries
Vries (Drents: Vreeis) is een Nederlands esdorp in de gemeente Tynaarlo in het noorden van de provincie Drenthe. In het dorp is het gemeentehuis van Tynaarlo gevestigd. Op 1 januari 2023 had het dorp 4.125 inwoners. Een gedeelte van het dorp is beschermd dorpsgezicht.

## Ligging
Vries ligt in een bosrijke omgeving met veel boerenland tussen Assen en Groningen en heeft met beide steden een busverbinding. Met name aan de zuidkant richting Assen rukken industrieterreinen en nieuwbouwwijken op. Aan de westkant van Vries ligt het natuurgebied de Holten dat beheerd wordt door Staatsbosbeheer. Het is alleen toegankelijk voor wandelaars.

## Voorzieningen

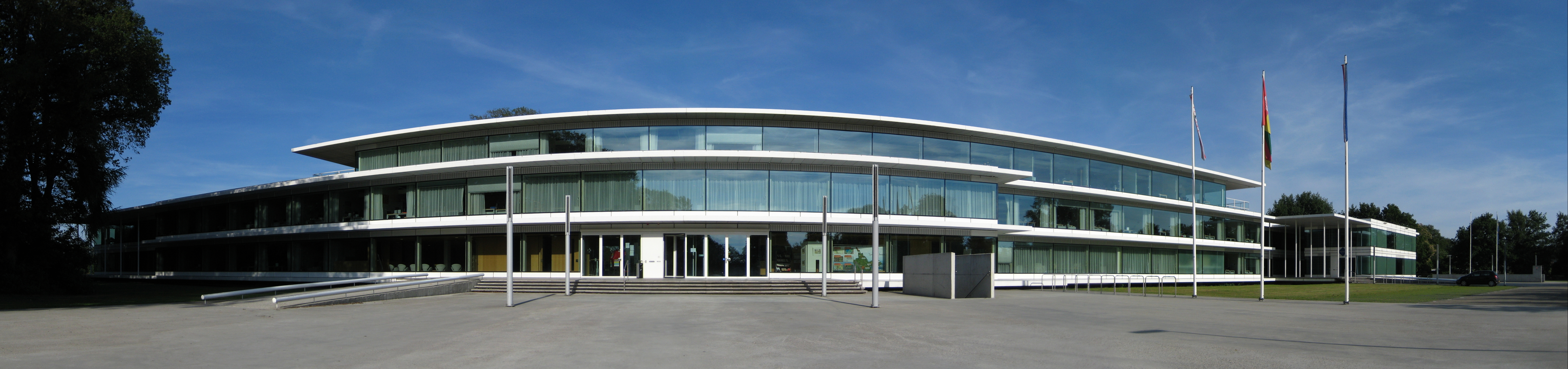
Het gemeentehuis van Tynaarlo in Vries in 2010. Het pand, dat werd geopend in 2004, is ontworpen door de architecten Claus & Kaan.

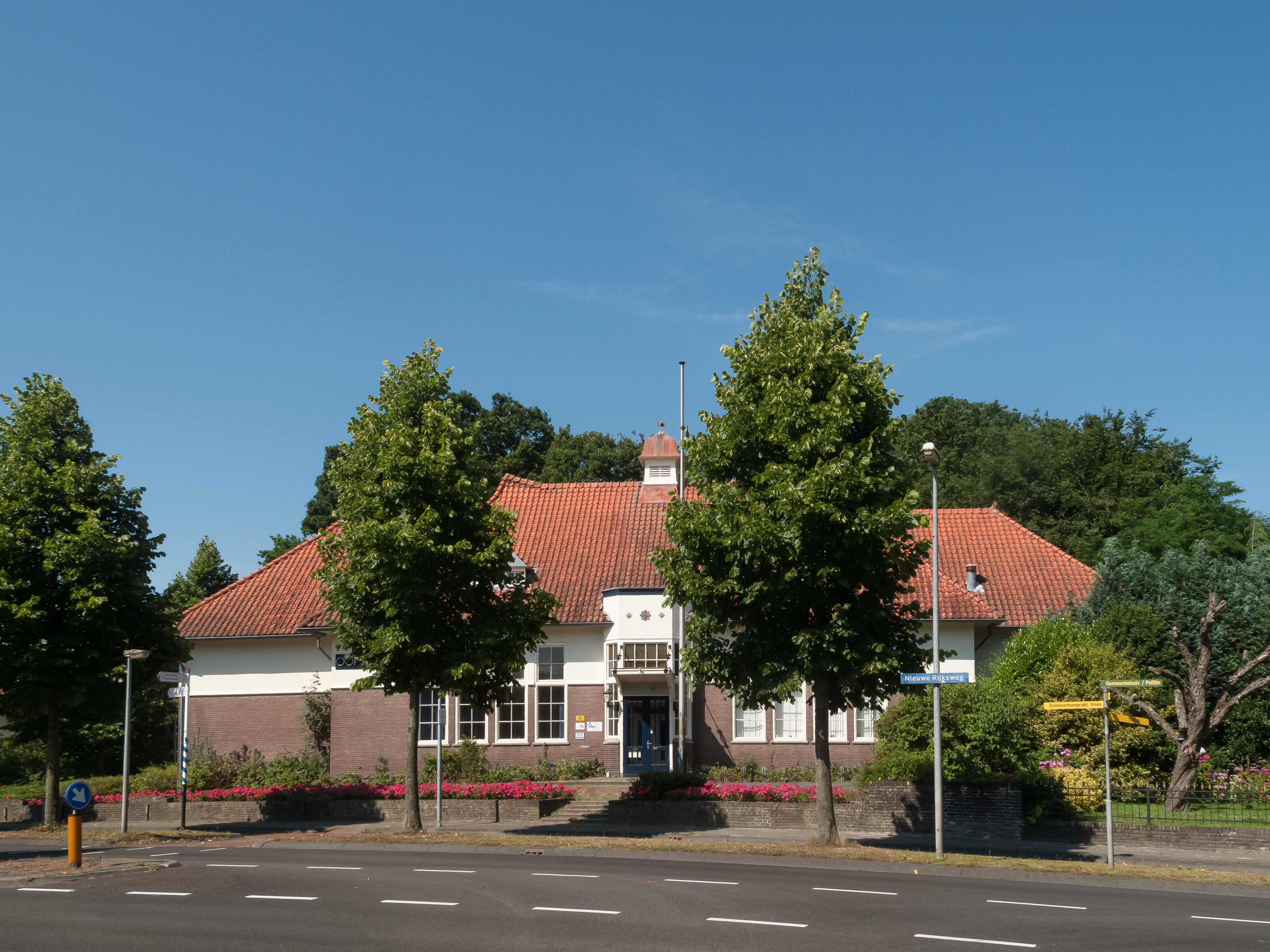
Voormalige lagere school, nu dorpshuis (2014)

Vries heeft een kernfunctie voor de kleinere omliggende dorpen Zeijen, Tynaarlo en Donderen aangezien deze dorpen nagenoeg geen eigen middenstand meer hebben. Deze dorpen hebben samen zo 3.000 inwoners. Voor een dorp heeft Vries relatief veel winkels en voorzieningen, maar dit is wel afgenomen doordat Vries "op slot" zat voor grootschalige woningbouw.
Het wekelijks verschijnend huis-aan-huiskrantje heet de Vriezer Post. Daarnaast is er voor Vries en omgeving met ingang van 2010 een website met nieuws en evenementen agenda te vinden op www.vries.nu, opgezet en beheert door de Stichting Vries.nu.
Het gemeentehuis van de nieuwe gemeente Tynaarlo staat in Vries en werd in 2004 officieel in gebruik genomen. Over dit gebouw is onder de bevolking veel ophef geweest omdat het een groot en modern gebouw is met lange glazen wanden.
Het voormalige gemeentehuis van de gemeente Vries was eerst huisvesting voor een aantal instellingen en bedrijven, zoals de bibliotheek, de wereldwinkel, een aantal kantoren en een kinderdagverblijf en een makelaar/verzekeraar. Dit gebouw heet "Suudbrink" en was bij de officiële opening in september 2006 flink opgeknapt. In 2019 verkocht de verzekeraar het pand waardoor alle instellingen ook moesten verhuizen. Momenteel is het gebouw in gebruik als appartementencomplex.

## Geschiedenis
Vóór de reformatie was het dorp nog belangrijker dan het nabijgelegen Assen. Toen was het namelijk de hoofdplaats van het 5e dingspel Noorderveld. Ook sprak de schulte hier recht in het openbaar op de brink. Wanneer een dergelijke bijeenkomst begon, werd er op de boerhoorn geblazen. Die werd ook gebruikt bij brand, waarbij de bewoners van het marke verplicht waren om mee te werken bij het blussen van de brand. In 1665 werd tussen verschillende stadsbesturen een postkoetsroute overeengekomen. Vries vormde daarbij een belangrijke pleisterplaats op de route Groningen – Amersfoort via Hasselt en Kampen. Het hotel Het wapen van Leiden dankt haar naam aan die route omdat handelaars van de lakenindustrie uit Leiden –die naar het Noorden reisden- vaak in Vries bleven om te overnachten. In 1811 had de gemeente Vries 1270 inwoners, in 1840 waren dat inmiddels 1741 inwoners geworden om in 1876 te groeien naar 2846 inwoners. Het dorp zelf telde in 1811 nog slechts 294 inwoners. In 1840 waren dat er 415 en in 1870 telde men 653 inwoners. De kerk in het dorp – één der oudste in de provincie – vervulde een belangrijke rol in de gemeenschap.

In 1897 werd iets ten noorden van Vries -in het Stijfveen- het meisje van Yde gevonden.

## Kerk

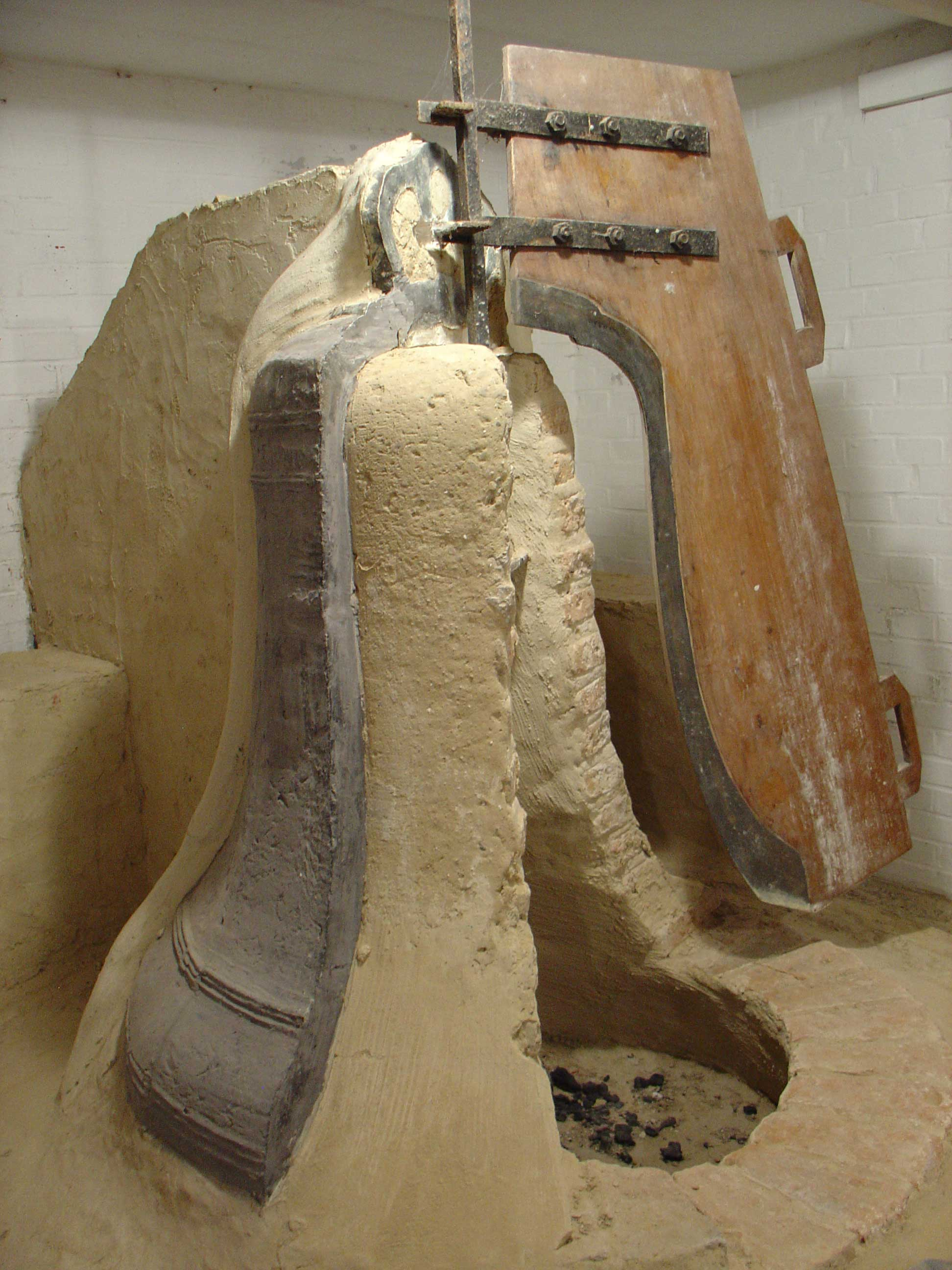
Teruggevonden mal bij de kerk van Vries (waarschijnlijk van de Mariaklok)

Reeds voor het jaar 800 stond in Vries een kerk, waarschijnlijk van hout. Deze is vermoedelijk afgebrand, en is daarna herbouwd in steen. Sporen van deze beide oude kerken zijn bij een restauratie in 1947 teruggevonden onder de huidige kerk. De huidige Bonifatiuskerk is halverwege de 12e eeuw, grotendeels in romaanse stijl, gebouwd. De toren is rijk versierd met lisenen en spaarvelden. Het schip is veel eenvoudiger uitgevoerd. Het grote gotische koor werd gebouwd in 1425. De toren is het oudste deel en is eigendom van de gemeente. Behalve als klokkentoren diende hij als uitkijkpunt om vijanden tijdig te kunnen zien aankomen.
De gewelven van het koor stortten in 1680 in en werden vervangen door een zoldering. Bij de restauratie in de periode 1946 tot en met 1949 werd deze zoldering weer vervangen door een overwelving. In 1517 werd de Mariaklok in de toren gehangen. Klokkengieter Wolter Schonenborch zag geen kans zo'n grote klok kant-en-klaar naar Vries te transporteren. Hij nam alle benodigde materialen mee, en goot de klok ter plekke op het plein. Toen de klok klaar was kwam ongeveer de hele bevolking er aan te pas om de klok op zijn plaats te krijgen.

## Openbaar vervoer
Qbuzz verzorgt een aantal lijnen die door Vries rijden. Het gaat om de volgende lijnen:
- Lijn 50 van 'Assen: Station en busstation Marsdijk, Ubbena, Vries: Centrum, de Punt: busstation, Glimmen, Harenermolen en Haren naar Groningen: HS

Lijn 50 rijdt van maandag t/m zaterdag overdag ten minste elk half uur, 's avonds en op zondag de gehele dag elk uur.
- Lijn 109 van Assen naar Zernike Campus Groningen.

## Evenementen
De Vriezermarkt was een dieren- en warenmarkt, die jaarlijks werd gehouden op de zaterdag na de Zuidlaardermarkt. Het was een kleine en gezellige markt die vooral als een sociale gebeurtenis gold. Sinds de MKZ-crisis wordt geen rundvee meer verhandeld. De Vriezermarkt wordt sinds 2014 niet meer gehouden.

## Sport
Het dorp bezit een ijsbaan, een openluchtzwembad, één sporthal, een ingerichte turnhal,  voetbalvelden en tennisbanen en een ruim aanbod aan sportmogelijkheden en -verenigingen. Zo kent Vries vijf biljartclubs, een bridgeclub, een gymnastiekvereniging, een meisjes turnvereniging (TurnGroep Noord) een handbalvereniging, een hengelsportvereniging, een ijsclub, twee paardensportverenigingen (waarvan er één opvalt doordat het het eerste Nederlandse horseballteam heeft opgezet), een tafeltennisvereniging, een dojo(karate), een tennisclub, een volleybalclub, een voetbalvereniging genaamd VV VAKO, een zaalvoetbalclub, een badmintonclub en een zwemvereniging.

## Bekende personen
- Simon (Siem) Schoon, verzetsstrijder tijdens de Tweede Wereldoorlog

## Geboren in Vries
- Hans Kuiper (1914-2011), diplomaat, malacoloog
- Henk Weidgraaf (1931-2006), ambtenaar en politicus
- Geert-Jan ten Brink (1961), ambtenaar en politicus